# Továrna E. M. Schlosser
Továrna na ohýbaný nábytek E. M. Schlosser fungovala od roku 1873 do 20. let 20. století v Drnholci (dříve Drholec, dnes součást Lubiny, části města Kopřivnice ) na severní Moravě. Po jejím zániku byly tovární objekty posledním majitelem v roce 1932 zbořeny.

## Historie továrny

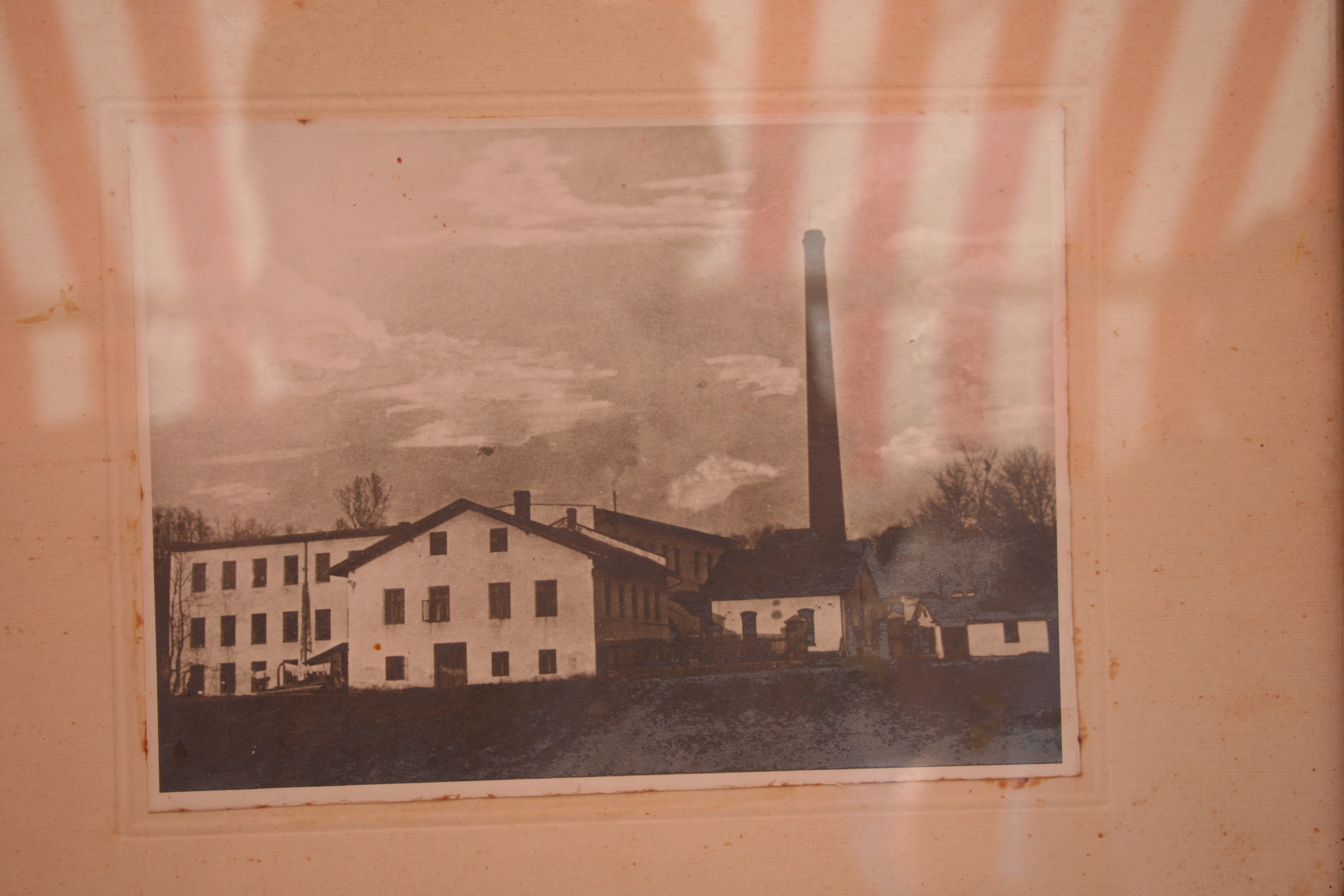
Schlosserova továrna kolem roku 1900

Eduard a Marie Schlosserovi koupili starší výrobní objekty v Drnholci a po úpravách v nich roku 1873 začali s výrobou ohýbaného nábytku. Byla to jedna z konkurenčních firem založených po konci platnosti privilegia na zhotovování židlí a noh stolů z ohýbaného dřeva uvedeného do tvárného stavu působením vodní páry, které bylo uděleno firmě Gebrüder Thonet 10. července 1856 na dobu 13 let. Rozvoji výroby výrazně napomohlo dokončení trati Studénka - Štramberk roku 1881. Nábytek z ohýbaného dřeva byl v Drnholci vyráběn necelých 50 let. Při poslední změně v majetkovém podílnictví získal roku 1927 tovární objekty Petr Polách, který zde zavedl textilní výrobu. V roce 1932 nechal veškeré objekty včetně komína zbořit. Zachovala se pouze zděná transformační věž.

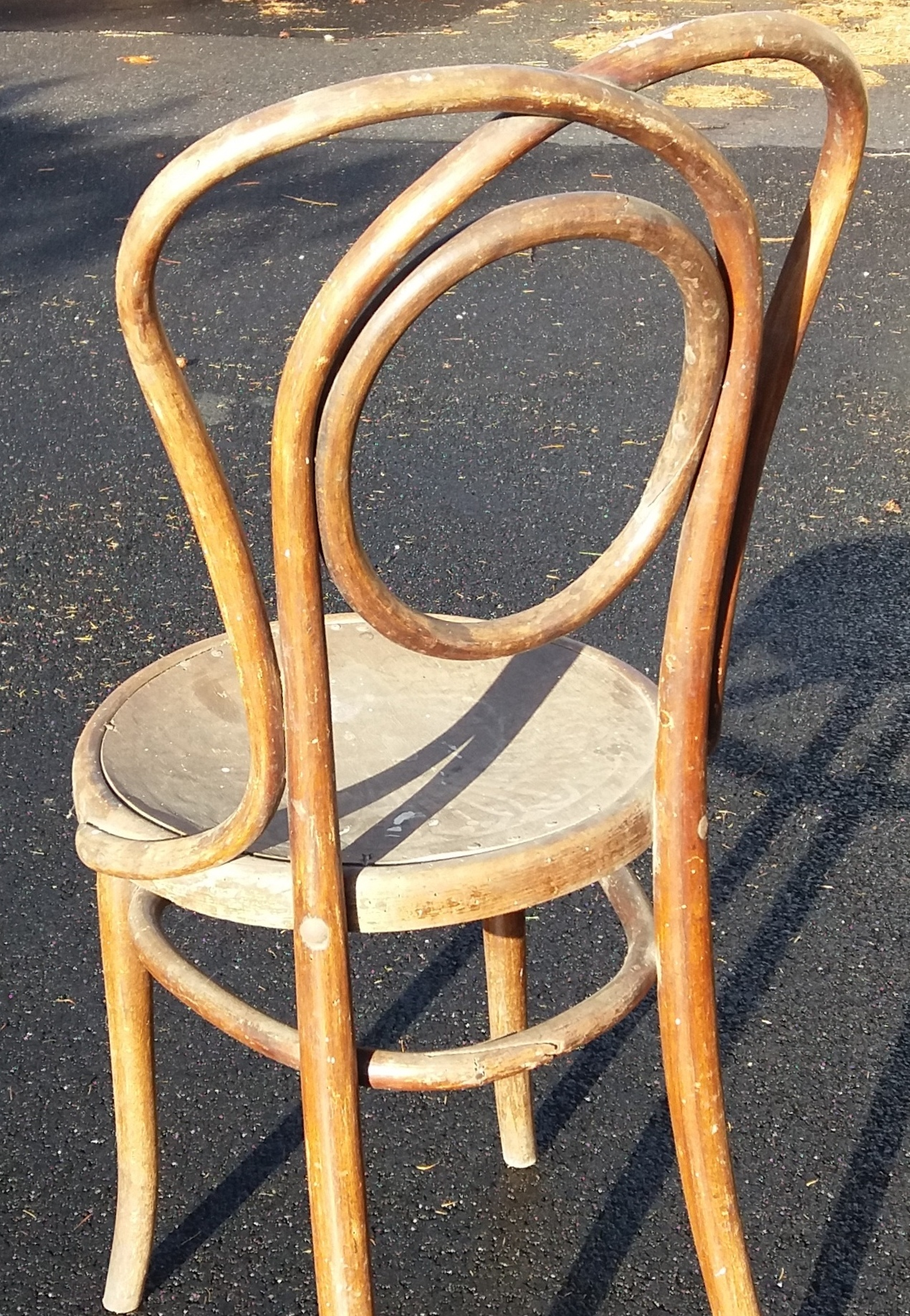
Ohýbaná židle z Drnholce

## Výrobky
Koncem 90. let 19. století bylo denně vyráběno 600 kusů různého nábytku za účasti 400 pracovníků, včetně domácích dělníků. Výrobky, židle, křesla, lavice a houpací křesla, byly vyváženy i do mimoevropských zemí.
Většina nových firem převzala výchozí principy výroby vyvinuté v Thonetových továrnách, včetně základních vzorů. Eduard Schlosser patřil k výrobcům, kteří se pokoušeli hledat nové tvary a konstrukční i výtvarné detaily. V mezinárodní soutěži na technické novinky ve stavbě sedacího nábytku vypsané roku 1882 Technologicko průmyslovým muzeem ve Vídni byl Schlosserův návrh oceněn stříbrnou medailí .Za přínos Schlosserova návrhu  bylo označeno docílení vyšší pevnosti spojení zádového opěradla se sedákem a předními nohami. Soutěže se zúčastnilo 27 výrobců s 65 návrhy. Jen dva z nich se týkaly židlí z ohýbaného dřeva.Kromě Schlosera ještě návrh Rudolfa Wagnera z Bielitz v Polsku, oceněný bronzovou medailí. Vyobrazení žádného z návrhů se nezachovalo.